# Via Cairoli (Livorno)
Via Cairoli è una strada del centro di Livorno; collega piazza Grande con piazza Cavour ed è sede di numerosi istituti bancari. Qui si trovano il palazzo delle Poste ed il palazzo della Galleria.

## Storia

### Le origini della strada
La realizzazione di una strada ortogonale all'abside del Duomo, orientata secondo l'asse nord - sud, risale alla fondazione della città medicea: nella seconda metà del XVI secolo l'architetto Bernardo Buontalenti approntò il progetto per l'ampliamento del piccolo castello di Livorno, ideando, all'interno di una serie di fortificazioni a pianta pentagonale, una maglia di strade perpendicolari tra loro.
Con la costruzione della vicina Sinagoga, nelle aree attorno alla suddetta strada si concentrarono le abitazioni della numerosa comunità ebraica; infatti, da prima del 1784, la strada si chiamò via delle Quattro cantonate e "quattro cantonate degli ebrei" era il nome che indicava il punto d'incontro fra via di Franco, via del Tempio e via Cairoli (si veda la voce Stradario di Livorno).
Le prime importanti modifiche si registrano solo nei primi decenni del XIX secolo: sul finire degli anni venti, la via fu messa in comunicazione diretta con i sobborghi del Casone, oltre il Fosso Reale, mediante l'apertura di una porta, avente funzione esclusivamente doganale, lungo le antiche fortificazioni buontalentiane.
La porta, progettata da Luigi de Cambray Digny, ebbe però vita breve perché, con l'estensione dell'area del porto franco e la costruzione delle Mura Leopoldine, il varco del Casone divenne inutile e quindi fu demolito, con l'apertura di una vera e propria piazza, ampliata poi dopo l'unità d'Italia (oggi piazza Cavour).

### Le trasformazioni del Novecento

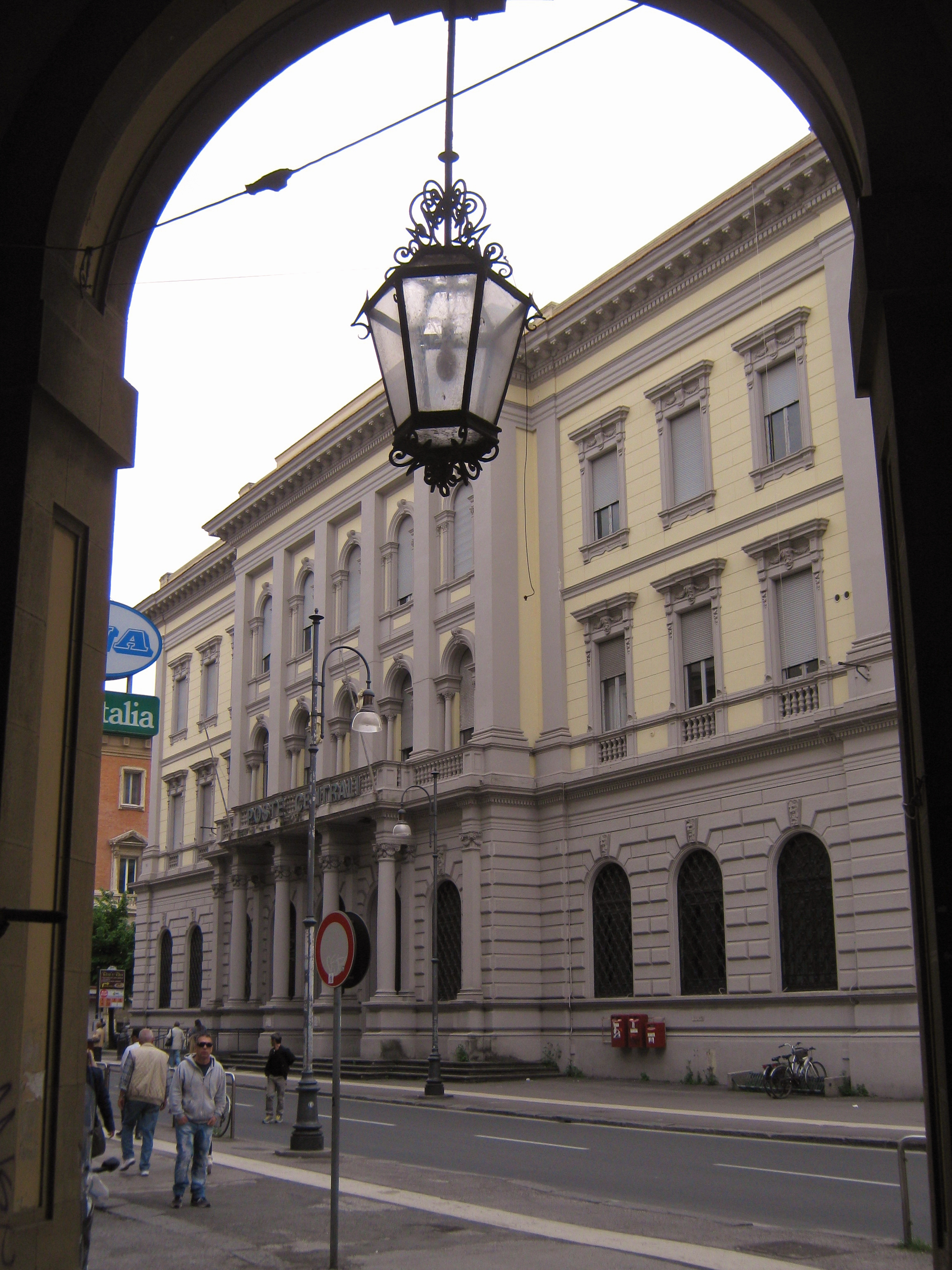
Palazzo delle Poste

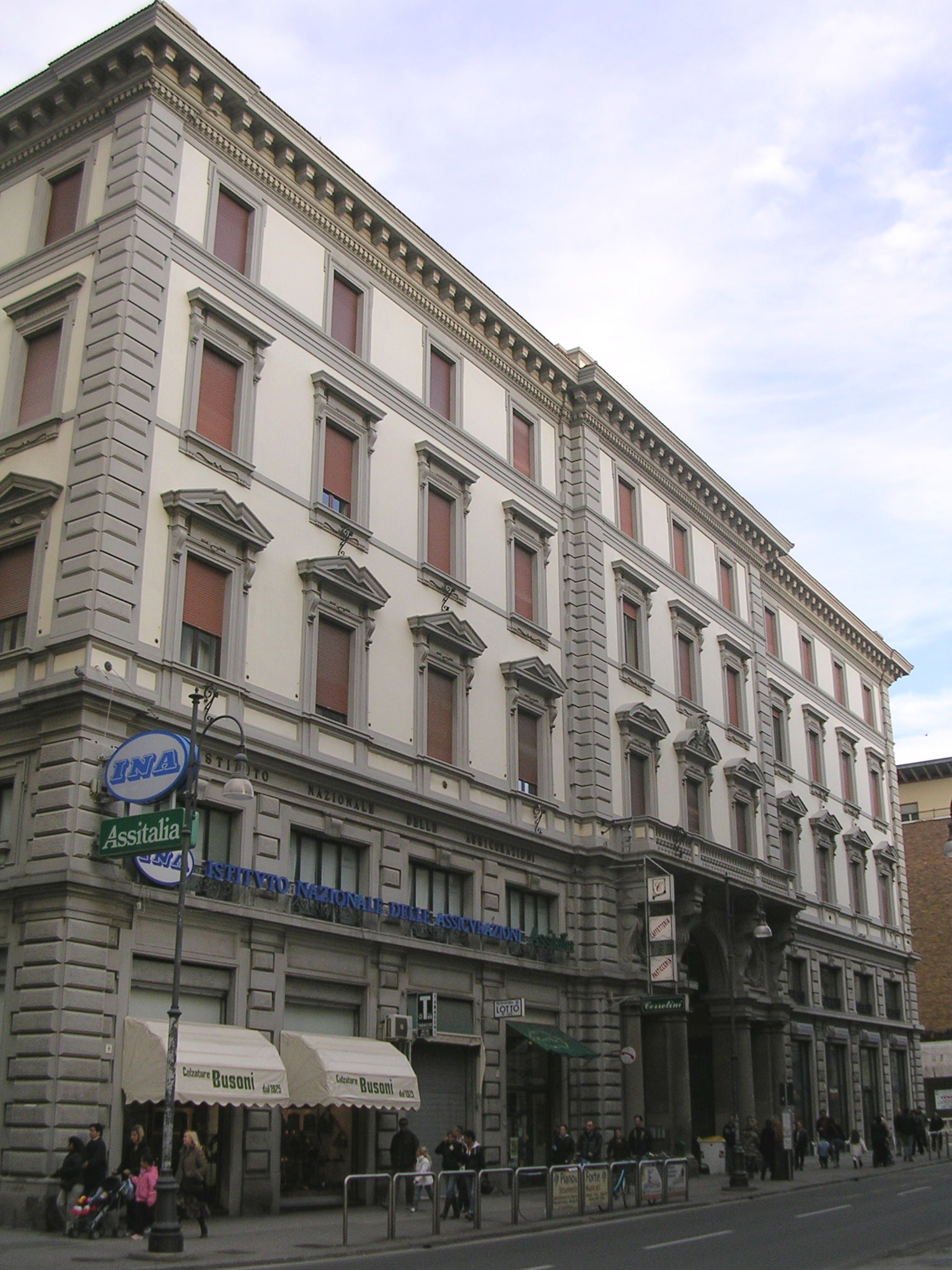
Palazzo della Galleria

Tuttavia solo all'inizio del nuovo secolo fu avviato un piano di risanamento dell'intero centro cittadino che coinvolse anche la zona di via Cairoli, dove furono demoliti alcuni antichi edifici per la costruzione di imponenti palazzi pubblici e privati.
Il primo ad essere innalzato fu il palazzo delle Poste, i cui lavori furono solennemente avviati il 5 ottobre 1919 nel corso di una cerimonia ufficiale: l'immobile, che inizialmente avrebbe dovuto sorgere nelle aree risanate di via San Giovanni, nei pressi dell'Ospedale di Sant'Antonio, fu completato solo nel 1927.
Nel 1924, di fronte al palazzo delle Poste, prese avvio la costruzione del palazzo della Galleria, dell'architetto Ugo Giovannozzi.
Frattanto, intorno al 1926, l'ingegner Gino Cipriani, coadiuvato dall'architetto Giuseppe Machin, avviò i lavori per l'allargamento della strada e la demolizione dei caseggiati dietro il Duomo.
Attorno all'abside della cattedrale, decorata nell'occasione con una fontana monumentale (oggi scomparsa), furono costruiti i blocchi speculari di San Francesco e di Santa Giulia, quest'ultimo proprio a ridosso dell'omonima chiesa; di fronte al transetto destro del Duomo, all'altezza del battistero, sorse il blocco San Sebastiano. I palazzi furono ornati con sculture di Valmore Gemignani.
Poco più a sud, nel limitrofo quartiere raccolto attorno alla Sinagoga furono edificati il liceo scientifico e l'istituto tecnico.
I successivi bombardamenti della seconda guerra mondiale danneggiarono la gran parte delle nuove realizzazioni e, nei pressi di piazza Cavour, causarono la distruzione di alcuni palazzi storici che erano sopravvissuti alle demolizioni prebelliche.
Tuttavia l'opera di ricostruzione non stravolse ulteriormente l'assetto della strada, ma cancellò una piccola piazza che, a seguito degli sventramenti, si apriva ancora tra via Cairoli e il glorioso Teatro Rossini (distrutto dai bombardamenti), dove Raffaello Fagnoni edificò la sede del Credito Italiano (1954).

## Architettura
Il piano di risanamento, intrapreso a partire dagli anni venti del Novecento, ha portato alla realizzazione di numerosi edifici di stampo eclettico riconducibili ad un anacronistico filone storicista, dove accanto al Neorinascimento, confluiscono elementi derivati dal Manierismo e dal Neoclassicismo.
All'architettura toscana del Cinquecento guarda, ad esempio, lo sfarzoso palazzo delle Poste, progettato dall'Ufficio tecnico del Comune di Livorno. Analogo ad esso è il palazzo della Galleria, il cui disegno fu approntato da Giovannozzi in collaborazione con Cipriani e Machin: la presenza di una galleria pedonale al centro dell'edificio, che mette in comunicazione via Cairoli con la zona prossima al Mercato delle vettovaglie, è infatti sottolineata da una serliana che alleggerisce la massiccia cortina muraria del fabbricato.
Ancora alla tradizione guardano i due blocchi speculari posti sul retro del Duomo, entrambi caratterizzati da porticati semicircolari con arcate a tutto sesto, timpani e cornicioni molto elaborati.
Più vicini all'architettura neoclassica sono invece i due immobili costruiti nelle aree limitrofe, comprese tra la Sinagoga ed il Palazzo Maurogordato, subito dietro via Cairoli; questi edifici, che un tempo ospitavano due istituti scolastici, furono disegnati dallo stesso Cipriani con l'aiuto di Machin e mostrano un disinvolto uso di colonne e frontoni in una sorta di omaggio all'importante tradizione della città labronica, dove, nell'Ottocento, erano stati costruiti monumentali complessi neoclassici quali la Gran Conserva e le altre cisterne dell'acquedotto di Colognole.

## Luoghi d'interesse nelle vicinanze
- Duomo di Livorno
- Chiesa di Santa Giulia
- Sinagoga di Livorno
- Piazza Cavour
- Piazza Grande
- Caffè Bardi, attivo tra il 1908 e il 1921, oggi ricordato con un'epigrafe